# 大沼だんご

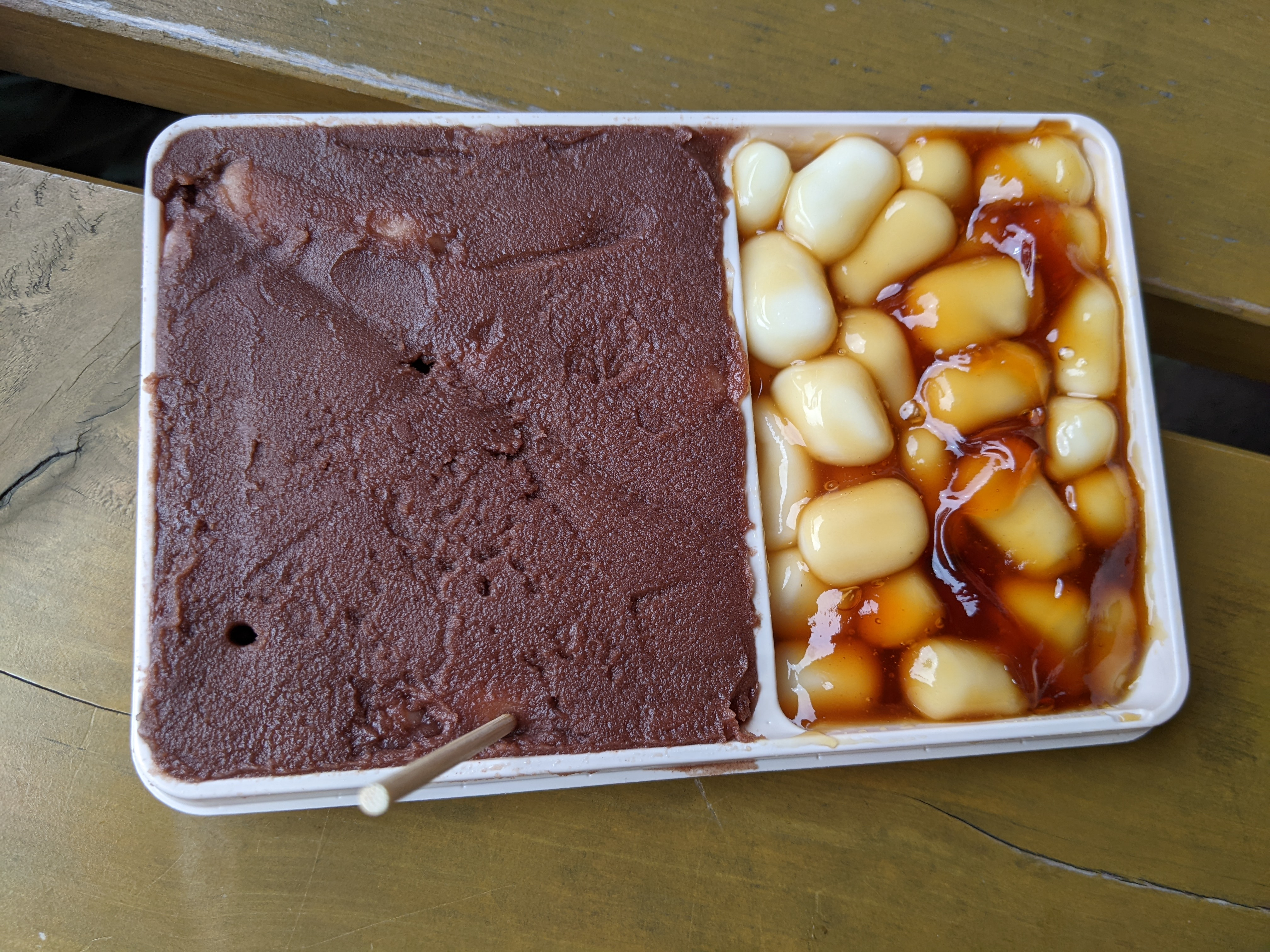
大沼だんご（餡と醤油）

大沼だんご（おおぬまだんご）は、北海道亀田郡七飯町字大沼町名物の団子。串には刺さず、一口サイズの団子をみたらしやあんこと共に駅弁のような折詰スタイルで販売するのが特徴である。
「函館四大和菓子」の1つに挙げられる。

## 概要
大沼国定公園の茶店「沼の家」で製造・販売が行われている。かつては、函館本線の札幌 - 函館間で車内販売も行われていた。保存料を使用しておらず、賞味期限は製造当日限りである。
折箱は2つに仕切られ、1つは大沼、もう1つは小沼を表し、一口サイズの団子は大沼にうかぶ126の島々に見立てられている。味には、「餡と醤油」、「胡麻と醤油」の二種があり、それぞれ大小2種類のサイズがある（2021年時点）。団子は串団子のように串には刺されておらず、爪楊枝に刺して食する。

## 歴史
1905年（明治38年）に大沼公園が道立公園（後に国定公園）となった。鉄道で公園を訪れる観光客向けに、駅前で茶店「沼の家」（1905年創業）を営んでいた初代・堀口亀吉が大沼公園駅開業にあわせて大沼だんごを創案した。当時、北海道庁は大沼を観光地として売り出そうと公園開発が活発化し始める時代であり、「観光地には名物が必要」と考えてのことだった。
駅弁スタイルでの販売は販売開始時からで、以降このスタイルでの販売を踏襲している。駅弁スタイルや爪楊枝で食することについて「沼の家」4代目・堀口慎哉は「堀口亀吉は洒落者でほかと一緒にしたくなかった」「駅で立ち売りする際には駅弁型のほうが持ちやすかった」と推測している。
駅での立ち売りは1993年に終了し、1998年からは特急「北斗」での車内販売が行われるようになった。車内販売においても駅弁スタイルの大沼だんごは、ひっくりかえらないと評価が高い。
JR北海道は2019年2月末に函館本線の札幌 - 函館間で行われていた車内販売を経費削減を理由として終了した。

## 逸話
- 俳人・上田聴秋は大沼公園を訪れた際に、その景色の美しさと大沼だんごの美味さに句を詠んでいる[4]。
| ｢花のみか紅葉にもこのダンゴ哉｣ |
| —上田聴秋[4]                   |
- 大沼公園は漫画（および漫画を原作とするアニメ、映画）『ゴールデンカムイ』の聖地巡礼先の1つとなっており、登場人物の鯉登音之進少尉に扮した子供、牛山辰馬に扮したコスプレイヤーなどが大沼だんごを求めて「沼の家」を訪れることもある[3]。
- 大沼だんごを創案した堀口亀吉の墓は、自分で注文した団子型の墓であり、辞世の句「満（ま）るき世を 〇くおさめて ほとけ哉（かな）」が刻まれている[2]。